# Idioma judeoportugués
El judeoportugués es una lengua muerta judeorromance que fue hablada por los judíos de Portugal, antes del siglo XVI.

## Descripción
Esta lengua sobrevivió en las comunidades de judíos portugueses luego de su diáspora. En su escritura, esta lengua empleaba tanto el alfabeto hebreo (aljamiado português) como el latino.
Tuvo gran influencia del judeoespañol, o ladino, pero tuvo una historia distinta, ya que los judíos portugueses no fueron expulsados de su país sino convertidos al cristianismo, a diferencia de los que habitaban en las coronas españolas. Muchos de estos Cristãos-Novos (cristianos nuevos o marranos) siguieron manteniendo el judaísmo en secreto y preservaron su lengua. Luego, con la llegada de la Inquisición en 1536, estos conversos migraron principalmente a Francia, Holanda, Inglaterra y el Nuevo Mundo. 
Debido a su similitud con el portugués, esta lengua murió en la metrópoli, pero siguió siendo una lengua de uso diario en la diáspora hasta principios del siglo XIX. Actualmente solo queda, a manera de sustrato, en el papiamento y el saramacano.

## Características

### Hebreísmos
| Judeoportugués | Hebreo             | Portugués                      | Significado en español            |
| -------------- | ------------------ | ------------------------------ | --------------------------------- |
| cados          | qadosh             | santo                          | santo                             |
| esnoga         | (de origen griego) | sinagoga                       | sinagoga                          |
| jessiba        | yeshiva            | escola religiosa               | escuela religiosa                 |
| massó          | matzoth            | pão ritual                     | pan ritual                        |
| misvá          | mitzvah            | mandamentos                    | mandamientos                      |
| ros            | rosh               | cabeça                         | cabeza                            |
| rassim         | rashim             | cabeças                        | cabezas                           |
| rossaná        | rosh hashanah      | ano-novo judaico               | año nuevo judío                   |
| sabá           | Shabbat            | sábado                         | sábado                            |
| sedacá         | tsedakah           | caridade                       | caridad                           |
| queilá         | qehila             | congregação                    | congregación                      |
| quidus         | kiddush            | bênção sobre o vinho           | bendición sobre el vino           |
| tebá           | tevah              | plataforma central da sinagoga | plataforma central de la sinagoga |

### Influencias del ladino
| Judeoportugués | Portugués | Ladino |
| -------------- | --------- | ------ |
| el Dio         | O Deus    | el Dio |
| manim          | mãos      | manos  |

### Arcaísmos
| Judeoportugués | Portugués moderno | Español |
| -------------- | ----------------- | ------- |
| algũa          | alguma            | alguna  |
| angora         | agora             | ahora   |
| apartar        | separar           | separar |
| ay             | há                | hay     |
| aynda          | ainda             | aún     |
| dous           | dois              | dos     |
| he             | é                 | es      |
| hũa            | uma               | una     |